# Кретов, Александр Владимирович
Александр Владимирович Кретов (род. 31 января 1972 года, Челябинск, СССР) — российский предприниматель.
С октября 2016 года по 2019 год занимал пост генерального директора агрофирмы «Ариант». Депутат Государственной Думы шестого созыва (2011—2016). Вице-президент Ассоциации виноделов и виноградарей России.

## Биография
Родился 31 января 1972 года в Челябинске в семье военнослужащего и учительницы. В 1989 году поступил в Челябинский государственный политехнический институт, который окончил в 1994 году. В 1996 году получил второе высшее образование во Всероссийском заочном финансово-экономическом институте (ВЗФЭИ, ныне Финансовый университет при Правительстве Российской Федерации) по специальности «Финансы и кредит» и в 1996 году получил квалификацию «экономист».
В 1995 году руководил строительством центра пищевой индустрии «Ариант». С 1995 по 2012 года — руководитель группы компаний винного холдинга «Ариант».
В начале 2000-х компания приобрела агрофирму «Южная», которая владела обширными виноградниками в Краснодарском крае. Также в это время началось восстановление и модернизация винодельческого центра «Кубань-Вино».
С июня 2010 по ноябрь 2011 года являлся председателем Совета директоров ОАО «Челябинский электрометаллургический комбинат».
В декабре 2000 года был избран депутатом Челябинской городской Думы II созыва. Проработал там до 2005 года, а затем перешёл в Законодательное собрание Челябинской области, где являлся депутатом более 10 лет (избирался в III, IV и V созыв).
В декабре 2011 году был избран депутатом Государственной Думы Федерального Собрания РФ. Работал в комитете ГД по гражданскому, уголовному, арбитражному и процессуальному законодательству. Завершил политическую деятельность в 2016 году.
С 6 октября 2016 года по 2019 год занимал пост генерального директора агрофирмы «Ариант».
С мая 2019 года Александр Кретов занимал должность заместителя генерального директора по развитию в ООО «Центр пищевой индустрии — Ариант».

## Благотворительность
Поддерживает спортивные клубы и строит многочисленные спортивные объекты. Во время пандемии COVID-19 оказал поддержку работникам медицинских учреждений в Челябинске, перепрофилированных для лечения пациентов с коронавирусом. Оказывал помощь в создании и установке памятника, посвященного подвигу медиков в борьбе с коронавирусом.

## Личная жизнь
Женат на Елене Кретовой, дочери известного челябинского бизнесмена Александра Аристова. Отец пятерых детей.